# Waterspitsmuis
De waterspitsmuis (Neomys fodiens) is zoogdier uit de familie der spitsmuizen (Soricidae). De wetenschappelijke naam van de soort werd voor het eerst geldig gepubliceerd door Thomas Pennant in 1771. De waterspitsmuis is een van de grootste spitsmuizen van Europa en komt in zowel Nederland als België voor, zij het spaarzaam.

## Kenmerken
Het dier is tussen de 63 en 110 millimeter groot en de staart is 47 tot 82 millimeter lang. Het gewicht is 8 tot 23 gram. De voetlengte is 1,7 cm tot 2 cm. Waterspitsmuizen hebben een fluweelachtige vacht. De bovenzijde is bijna zwart. De kleur van de buikzijde varieert van wit tot zilverachtig grijs. Er is een duidelijk grens tussen beide zijden. Melanisme komt geregeld voor bij deze soort. De tanden van de waterspitsmuis hebben rode punten, net als bij andere soorten uit de onderfamilie der roodtandspitsmuizen (Soricinae).
Zoals de naam doet vermoeden zijn waterspitsmuizen waterdieren. De waterspitsmuis is snel en behendig onder water, en kan goed duiken. Ook loopt hij over de bodem van het water. Hij kan tot 20 seconden onder water blijven. De waterspitsmuis zwemt met zijn staart en poten. De onderzijde van de staart is voorzien van rijen witte borstelharen, die dienen als een soort kiel bij het zwemmen. Ook de achterpoten hebben deze stijve borstelharen, waar door ze verbreed zijn. Ze kunnen hun oren sluiten.
De vacht is waterafstotend, door de afscheiding van vetklieren, die hij op het land door zijn vacht poetst. Als een waterspitsmuis zwemt, blijven er luchtbellen tussen de vacht zitten, waardoor de vacht van de waterspitsmuis een zilveren kleur krijgt. Deze luchtbellen houden warmte vast, maar zorgen er ook voor dat de waterspitsmuis blijft drijven. Om bij de bodem te komen, moet een waterspitsmuis met een sprong het water induiken om zo het wateroppervlak te breken. De waterspitsmuis heeft gevoelige, beweeglijke snorharen en een spitse snuit, waarmee hij naar prooi kan zoeken in de modder en onder steentjes.

## Voedsel en gedrag
Waterspitsmuizen jagen vooral op schaaldieren, waterinsecten, larven als kokerjuffers en waterslakken in het water, en slakken, wormen en kevers op het land. Ook kleine vissen, zoogdieren en amfibieën worden gegrepen. De waterspitsmuis heeft giftig speeksel. Dit wordt vooral gebruikt om grotere prooidieren als vissen en kikkers te verlammen. De waterspitsmuis kan prooien aan die groter zijn dan hijzelf. De spitsmuis moet per dag 50% van het eigen lichaamsgewicht aan voedsel binnenkrijgen. Zijn prooi eet hij op het land of in zijn hol. De waterspitsmuis legt soms voedselvoorraden aan.
Het dier is gebonden aan water en is zowel 's nachts als overdag actief, vooral voor zonsopgang. Het is een solitaire soort, die echter socialer is dan de meeste andere roodtandspitsmuizen. De territoria overlappen elkaar regelmatig.

## Voortplanting
De waterspitsmuis graaft met zijn poten en snuit een systeem van nauwe tunnels en gangen in de oever. Soms gebruikt hij mollentunnels. De ingang kan zowel boven of onder de waterspiegel liggen. In dit stelsel van tunnels maakt hij een nestbal van plantendelen.
De meeste jongen worden in een ondergronds hol geboren in mei en juni, maar het voortplantingsseizoen duurt van april tot september. Na een draagtijd van 14 tot 27 dagen krijgt het vrouwtje 6 jongen, maar het kan variëren van 3 tot wel 15 jongen. De jongen zijn kaal en blind als ze geboren worden. De ogen gaan na 21 dagen open. De jongen worden na 27 à 28 dagen gespeend. Zij blijven ongeveer 40 dagen bij hun moeder. Alleen zij zorgt voor de jongen. In het tweede jaar zijn de jongen geslachtsrijp, alhoewel enkele vrouwtjes al in het eerste jaar kunnen voortplanten. Een vrouwtje kan 2, soms 3 worpen per jaar krijgen. De levensduur is 14 tot 19 maanden.

## Biotoop
Vooral in dichte vegetatie nabij helder, snelstromend tot stilstaand water zijn ze te vinden. Rivieren, beken en meren met een dichte oeverbegroeiing hebben zijn voorkeur, maar het dier kan ook worden aangetroffen bij poeltjes, moerassen, sloten en met kroos begroeide vijvers, en zelfs aan de kust is hij te vinden. De soort is zelden ver van water te vinden, maar kan soms in loofbossen, heggen en grasvelden aangetroffen worden, tot 3 kilometer van water af.

## Verspreiding
De waterspitsmuis komt voor in grote delen van Europa, met uitzondering van Ierland, IJsland en het grootste gedeelte van het Iberisch Schiereiland maar nergens talrijk. Zijn verspreidingsgebied reikt oostwaarts tot aan de Oost-Siberische regio Daurië en het Tiensjangebergte in het westen van China. De soort heeft daarnaast een disjunct verspreidingsgebied in het noordoosten van China en het Russische Verre Oosten, waar ze voorkomen langs de benedenloop van de Amoer en op het eiland Sachalin. Binnen het Europese deel van het verspreidingsgebied vormen het Balkangebergte, het Silagebergte in het zuiden van Italië en het noorden van Spanje de zuidgrens. In de Alpen kunnen ze tot op 2.500 meter hoogte voorkomen.